# Miss Nicaragua 2016
La 34.ª edición de Miss Nicaragua, correspondiente al año 2016, se realizó el 5 de marzo de 2016 en el Teatro Nacional Rubén Darío. Al final del evento Daniela Torres coronó a su sucesora Marina Jacoby, quién representará a la nación en Miss Universo 2016. El concurso fue transmitido en vivo por VosTV y con difusión simultánea en Televicentro.

## Resultados

### Resultados
| Resultados          | Delegadas |
| ------------------- | --- |
| Miss Nicaragua 2016 | - Matagalpa - Marina Jacoby |
| 1.ª Finalista       | - Managua - Brianny Chamorro |
| 2.ª Finalista       | - Costa Caribe Norte - Virgina Chow |
| 3.ª Finalista       | - Diriamba - Michelle Lacayo |
| 4.ª Finalista       | - San Marcos - Bianca Gutiérrez |
| 5.ª Finalista       | - El Viejo - María José Salazar Δ |
| 12 Semifinalistas   | - Estelí - Karla Luna - Granada - Francela Gutiérrez - Juigalpa - Jahaira Rosales - Managua - Katiuska Vélez - Mateare - Jeimy López - Río San Juan - Fabiola Rodríguez |

- Δ Votada por el público de Nicaragua vía SMS de Telefónica Movistar para completar el cuadro de 6 finalistas.[2]

## Áreas de competencia
Después de tres competencias regionales y un casting nacional, la organización Miss Nicaragua completó el grupo de candidatas oficiales rumbo a la gran noche final. la ganadora Marina Jacoby logró su pase directo a la gala final junto a Karla Luna representante de Estelí en la competencia regional del departamento de Matagalpa. Mismo, que representó Jacoby en el certamen nacional.
El Teatro Nacional Rubén Darío (sede del evento) contó con la alfombra naranja más larga de la historia de este certamen. Cubriendo gran parte de las afueras de este recinto. más de tres mil personas pudieron vivir el evento desde adentro del teatro. Diferentes medios de comunicación, catalogaron dicho certamen como el más importante de Centroamérica, debido a su nivel de convocatoria en la población nicaragüense.
Durante la competencia final, el grupo de 12 concursantes seleccionadas en la competencia preliminar será dado a conocer y competirán de nuevo en traje de baño y traje de noche. Las cinco candidatas con las puntuaciones más altas en esta última evaluación, junto a la candidata más votada por medio de mensajes de texto, participarán en una ronda final de preguntas y respuestas durante el evento televisado.

## Provincias, concursantes y delegadas
12 candidatas compitieron por el título:
(En la tabla se utiliza su nombre completo, los sobrenombres van entrecomillados y los apellidos utilizados como nombre artístico, entre paréntesis; fuera de ella se utilizan sus nombres «artísticos» o simplificados)
| Representación     | Concursante        | Edad | Profesión                                                          |
| ------------------ | ------------------ | ---- | ------------------------------------------------------------------ |
| Costa Caribe Norte | Virginia Chow      | 19   | Estudiante de Odontología y Técnica en sistemas de computo         |
| Diriamba           | Michelle Lacayo    | 26   | Licenciada en Relaciones Públicas                                  |
| El Viejo           | María José Salazar | 19   | Estudiante de Lengua y Literatura y Maestra de educación primaria  |
| Estelí             | Karla Luna         | 25   | Odontóloga                                                         |
| Granada            | Francela Gutiérrez | 21   | Estudiante de Medicina                                             |
| Juigalpa           | Jahaira Rosales    | 23   | Licenciada en Administración de Empresas                           |
| Managua            | Brianny Chamorro   | 22   | Licenciada en Mercadeo y Gerencia.                                 |
| Managua            | Katiuska Vélez     | 23   | Estudiante de Administración de Empresas y Maquillista Profesional |
| Matagalpa          | Marina Jacoby      | 20   | Estudiante de Mercadeo y Publicidad                                |
| Mateare            | Jeimy López        | 22   | Licenciada en Mercadeo Publicidad y Voluntaria                     |
| Río San Juan       | Fabiola Rodríguez  | 21   | Estudiante de Banca y Finanzas                                     |
| San Marcos         | Bianca Gutiérrez   | 26   | Licenciada en Administración de Empresas                           |

## Datos acerca de las delegadas
- Marina Jacoby compitió en "Miss Teen Nicaragua 2011" alcanzando el puesto de primera finalista y cuarta finalista de Miss Teenager Universe 2011.[3]
- Bianca Gutiérrez compitió en "Miss Mundo Nicaragua 2015" alcanzando el puesto de primera finalista, y llegó a ser Virreina Latinoamericana.[4]

## Sobre los departamentos en Miss Nicaragua 2016
- Las ciudades de Mateare y San Marcos debutan este año en la competencia.
- Estelí, Granada, Managua y Matagalpa concursaron en la edición anterior del certamen.
- Río San Juan no competía en el certamen desde 1999.
- Costa Caribe Norte no competía desde la 27.ª edición correspondiente al año 2009.
- Diriamba y El Viejo no competían desde la 31.ª edición correspondiente al año 2013.
- Juigalpa no competía desde la 32.ª edición correspondiente al año 2014.

## Historia del certamen
- Por tercer año consecutivo los televidentes podrán incluir a su favorita directamente al Top 6, a través de una votación vía SMS.
- Por segundo año consecutivo, no se muestran las puntuaciones de las candidatas tanto en traje de baño como en traje de noche.
- Por tercera vez Matagalpa gana Miss Nicaragua no lo hacía desde 1976.
- Brianny Chamorro concurso en Miss Internacional 2016 en Japón, obteniendo el puesto de 3.ª finalista durante la noche de coronación.